# Angi-dong
Angi-dong (koreanska: 안기동) är en stadsdel i staden Andong i provinsen Norra Gyeongsang i den centrala delen av Sydkorea, 
190 km sydost om huvudstaden Seoul. Den ligger 2 km nordväst om centrala Andong.